# شان دونلان
شان دونلان (انگلیسی: Shaun Donnellan؛ زادهٔ ۱۶ اکتبر ۱۹۹۶) بازیکن فوتبال است.
از باشگاه‌هایی که در آن بازی کرده‌است می‌توان به باشگاه فوتبال وست برومویچ آلبیون اشاره کرد.
وی همچنین در تیم‌های ملی فوتبال Republic of Ireland national under-19 football team و زیر ۲۱ سال جمهوری ایرلند بازی کرده‌است.